# Impasse Saint-Polycarpe
L'impasse Saint-Polycarpe est une voie du quartier des pentes de la Croix-Rousse dans le 1er arrondissement de Lyon, en France.

## Situation
L'impasse débute dans la partie sud de la rue Saint-Polycarpe, sur son côté ouest.

## Histoire
L'impasse est attestée en 1845.

## Description

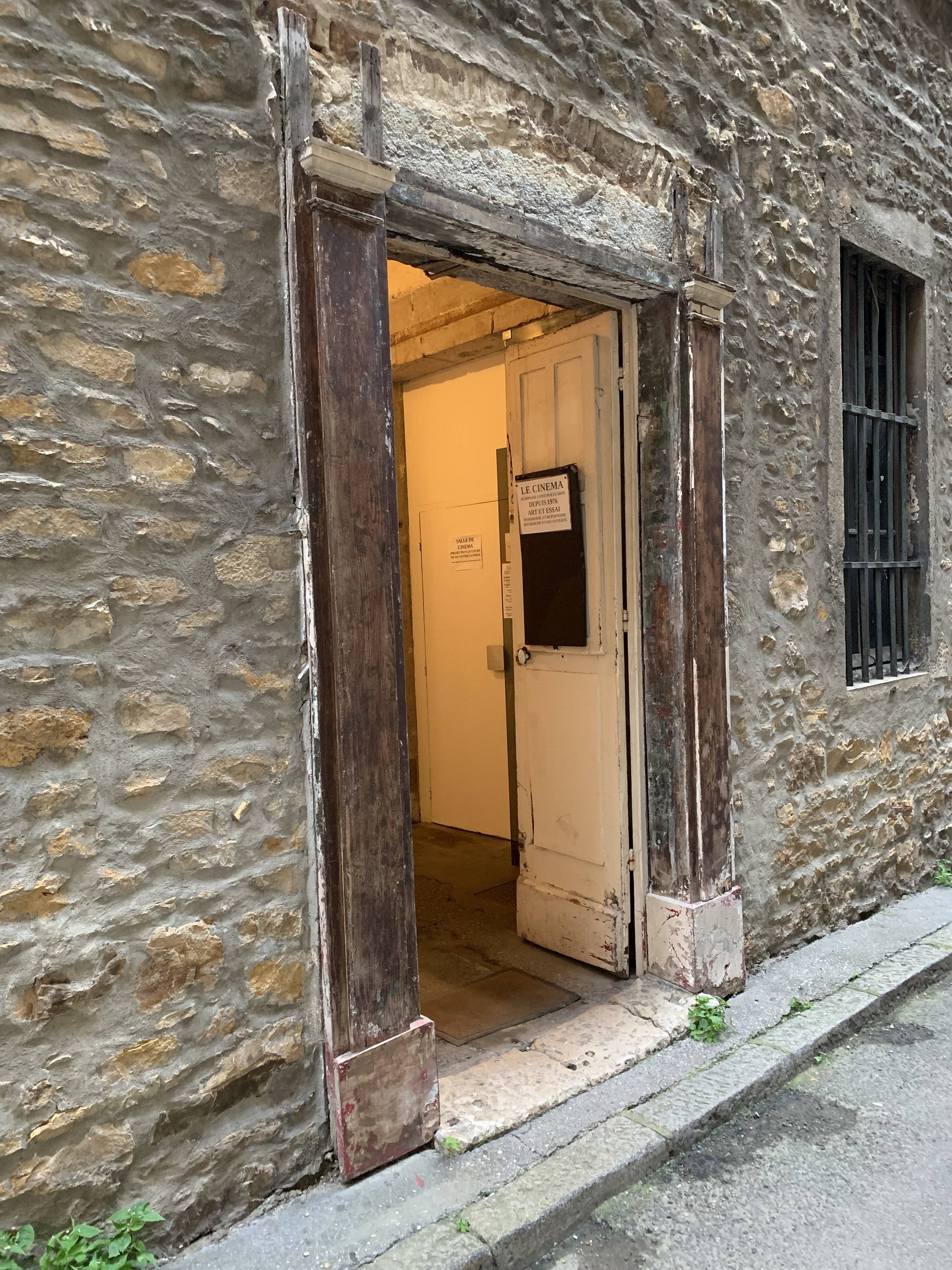
L'entrée du cinéma Le Cinéma.

C'est une impasse étroite qui va vers l'ouest. Une salle de cinéma, Le Cinéma, est située au no 18.